# Stenochrus sbordonii
Stenochrus sbordonii är en spindeldjursart som först beskrevs av Brignoli 1973.  Stenochrus sbordonii ingår i släktet Stenochrus och familjen Hubbardiidae. Inga underarter finns listade i Catalogue of Life.